# Prîvillea
Prîvillea (în ucraineană Привілля) este un oraș raional din orașul regional Lîsîceansk, regiunea Luhansk, Ucraina. În afara localității principale, nu cuprinde și alte sate.

## Demografie
Componența lingvistică a orașului Prîvillea
     Ucraineană (50,71%)
     Rusă (48,72%)
     Alte limbi (0,23%)
Conform recensământului din 2001, majoritatea populației orașului Prîvillea era vorbitoare de ucraineană (50,71%), existând în minoritate și vorbitori de rusă (48,72%).